# 폴 모피

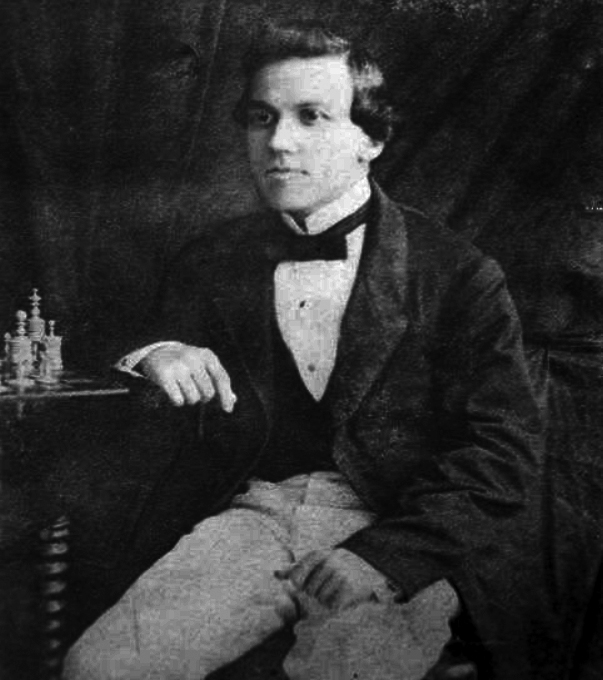

폴 모피(Paul Morphy, 본명: 폴 찰스 모피, Paul Charles Morphy, 1837년 6월 22일 ~ 1884년 7월 10일)는 미국의 체스 선수 및 변호사였다. 살아있던 당시 최고의 선수로 여겨졌다. 뉴올리언즈에서 태어나고 사망했다.
22세에 체스에서 은퇴하고 법 쪽에서의 커리어를 시작했다. 하지만 변호사로 성공하지 못했고 가족의 도움을 받아 생활했다.

## 개요
체스가 공식적인 세계 선수권 대회를 갖기 전에 살았던 그는 당대의 가장 위대한 체스 대가로 널리 인정받았다. 그는 1857년 제1회 미국 체스 콩그레스(First American Chess Congress) 토너먼트에서 우승했으며 각 상대와의 시합에서 일방적인 차이로 승리했다. 모피는 유럽의 선두 선수들에게 도전하기 위해 영국과 프랑스를 여행했다. 그는 대부분의 영국 및 프랑스 선수들과 독일의 아돌프 안데르센(Adolf Anderssen)을 포함한 다른 선수들과 공식 및 비공식 경기를 치렀으며 다시 모든 경기에서 큰 차이로 승리했다. 그 후 그는 미국으로 돌아왔고 얼마 지나지 않아 체스 경기를 포기했다. 체스 신동인 그는 화려한 체스 경력을 가지고 있었지만 아직 어려서 게임에서 은퇴했기 때문에 "체스의 자부심과 슬픔"이라고 불렸다. 해설자들은 모피가 체스 선수로서 시대를 훨씬 앞섰다는 데 동의하지만 그의 플레이와 타고난 재능이 현대 선수와 비교하여 순위가 어떻게 되는지에 대해서는 의견이 일치하지 않는다.